# Miguel Pérez
Miguel Pérez (San Jose (Californië), 7 september 1957), geboren als Arnoldo Cruz Perez, is een Amerikaanse acteur. 

## Biografie
Pérez is een zoon van een telefoonmonteur en een huisvrouw. Hij werd in zijn jeugd flink gepest vanwege zijn zwaarlijvigheid, hierdoor besloot hij om te gaan sporten met football en worstelen op de Caroline Davis Junior High en Andrew P. Hill High School in San Jose. Een ontsteking in zijn ruggengraat zorgde ervoor dat hij in een korset terechtkwam en moest stoppen met sporten. In zijn derde jaar op school begon hij met een dramacursus en daar begon zijn interesse in theater. Pérez ging hierna naar de San José State University. Pérez stopte met de universiteit in 1975 en nam dienst bij de mariniers, hij kreeg eervol ontslag in 1979 en verhuisde naar New York om een carrière te beginnen in het theater. Pérez ging toen studeren aan de National Shakespeare Conservatory in New York en haalde zijn diploma in 1982. Hij heeft in de regio van New York enkele rollen gespeeld in theaters en hierna ging hij acteren voor televisie. 
Pérez begon in 1990 met acteren in de film Murder in Black and White. Hierna heeft hij nog meerdere rollen gespeeld in televisiefilms en televisieseries zoals Beverly Hills, 90210 (1993), Up Close & Personal (1996), Ocean's Eleven (2001), Million Dollar Baby (2004) en Fear the Walking Dead (2017).
Pérez was van 1987 tot en met 2001 getrouwd en heeft hieruit een zoon, en woont nu in Los Angeles waar hij nog steeds als acteur werkt.

## Filmografie

### Films
Uitgezonderd korte films.
- 2018 Unbroken: Path to Redemption - als pastoor Cardarelli
- 2017 12 Round Gun - als Trinidad
- 2017 The Ascent - als Henry Cardenas
- 2017 Negative - als Tony
- 2017 The Case for Christ - als Jose Maria Marquez
- 2016 The Ascent - als Henry Cardenas
- 2012 Adopting Terror - als beveiliger
- 2006 Soul's Midnight – als Ramos
- 2006 In from the Night – als Ned Alvarez
- 2005 Angels with Angles – als Delgado
- 2005 Venus on the Halfshell – als Sam Zelinski
- 2004 Million Dollar Baby – als restaurant eigenaar
- 2003 A Painted House – als Miguel
- 2002 Unspeakable – als beveiliger
- 2002 Flatland – als Petrino
- 2002 Hourly Rates – als Marvin
- 2001 Ocean's Eleven – als EOD agent
- 2001 Artificial Intelligence: A.I. – als robot reparateur
- 2001 Blow – als Alessandro
- 1999 Magnolia – als Avi Solomon
- 1999 Santa and Pete – als Spaanse officier
- 1999 Justice – als Guillermo Rivera
- 1997 8 Heads in a Duffel Bag – als inspecteur
- 1996 Up Close & Personal – als manager
- 1995 Alien Nation: Body and Soul – als Costello
- 1995 Tyson – als verslaggever
- 1995 A Season of Hope – als kok
- 1994 Clear and Present Danger – als DEA agent
- 1993 And the Band Played On – als verslaggever
- 1990 A Shock to the System – als verkeersagent
- 1990 Murder in Black and White – als agent

### Televisieseries
Uitgezonderd eenmalige gastrollen.
- 2024 Monsters - als Peter Cano - 3 afl.
- 2021 The Lower Bottoms - als agent Scott Quarry - 3 afl.
- 2017 Fear the Walking Dead - als El Matarife - 2 afl.
- 2016 Aquarius - als mr. Plaza - 3 afl.
- 2002 MDs – als mr. Lopez – 2 afl.
- 1999 Saved by the Bell: The New Class – als kapitein Lopez – 2 afl.
- 1994 – 1996 The John Larroquette Show – als Stewie sr. – 2 afl.
- 1993 The Wonder Years – als bandleider – 2 afl.
- 1993 Beverly Hills, 90210 – als Mel Borman – 2 afl.

### Computerspel
- 1993 Sim City Enhanced CD-ROM – als brandweerman Edward Oliverez (stem)